# Marty Feldman
Pour les articles homonymes, voir Feldman.
Martin Alan Feldman, dit Marty Feldman, est un acteur, scénariste et réalisateur britannique né le 8 juillet 1934 à Londres et mort le 2 décembre 1982 à Mexico. Il est connu pour son physique particulier : strabisme divergent et yeux exorbités, conséquence de la maladie de Basedow (exophtalmie).

## Biographie
Fils d'immigrants juifs de Kiev, Marty Feldman naît à Londres, dans le quartier de l'East End. À l'âge de 20 ans, il décide d'entamer une carrière de comédien mais c'est d'abord comme auteur de séries télévisées qu'il se fait connaître : il écrit entre autres pour les comédies Educating Archie (1958-1959), The Army Game (1960), Bootsie and Snudge (1960-1963), The Walrus and the Carpenter (1965) et Barney Is My Darling (1965-1966). Il fait ses débuts à l'écran en 1967 dans l'émission satirique At Last the 1948 Show (en) aux côtés de deux futurs Monty Python, Graham Chapman et John Cleese, avant de se voir confier sa propre émission, Marty en 1968-1969.
Révélé au public américain par Mel Brooks dans Frankenstein Junior (1974), il a lui-même réalisé deux films : Mon « Beau » légionnaire (The Last Remake of Beau Geste) en 1977 et La Bible ne fait pas le moine (In God We Trust) en 1980.
Il meurt le 2 décembre 1982 d'une crise cardiaque à Mexico lors du tournage du film Barbe d'or et les Pirates de Mel Damski.

## Filmographie

### En tant qu'acteur

#### Cinéma
- 1969 : L'Ultime Garçonnière (The Bed-Sitting Room) de Richard Lester : l'infirmier Arthur
- 1969 : Papa en a deux (Every Home Should Have One) de Jim Clark : Teddy Brown
- 1971 : The Magnificent Seven Deadly Sins, segment La Paresse : apparition
- 1971 : Marty Abroad (court métrage) : divers personnages
- 1974 : Frankenstein Junior (Young Frankenstein) de Mel Brooks : Igor
- 1975 : Le Frère le plus futé de Sherlock Holmes (The Adventure of Sherlock Holmes' Smarter Brother) de Gene Wilder : sergent Orville Stanley Sacker
- 1975 : Closed Up-Tight : Cat Burglar
- 1976 : La Dernière Folie de Mel Brooks (Silent Movie) de Mel Brooks : Marty Eggs
- 1976 : Sexycon (40 gradi all'ombra del lenzuolo) de Sergio Martino, segment La guardia del corpo : Alex
- 1977 : Mon « Beau » légionnaire (The Last Remake of Beau Geste) de Marty Feldman : Dagobert « Digby » Geste - également réalisateur
- 1980 : La Bible ne fait pas le moine (In God We Trust) de Marty Feldman : frère Ambrose - également réalisateur
- 1982 : Slapstick (of Another Kind) de Steven Paul : Sylvester
- 1983 : Barbe d'or et les Pirates (Yellowbeard) de Mel Damski : Gilbert

#### Télévision

##### Téléfilms
- 1968 : Pick of the Year
- 1970 : Jumbo : Ein Elefantenleben : Orville Wright
- 1970 : Marty Amok : divers personnages
- 1972 : Sommer-Sprossen : divers personnages
- 1972 : The Man Who Came to Dinner : Banjo
- 1972 : The Marty Feldman Show : divers personnages
- 1975 : Lights, Camera, Monty!

##### Séries télévisées
- 1967 : At Last the 1948 Show : divers personnages (13 épisodes)
- 1968 - 1969 : A Christmas Night with the Stars : divers personnages
- 1968 - 1969 : Marty (en) : divers personnages (11 épisodes)
- 1969 : Comedy Playhouse, épisode Tooth and Claw : Reuben Tooth
- 1969 : The Wednesday Play, épisode Double Bill: The Compartment/Playmates : Bill
- 1972 : The Sandy Duncan Show, épisode  The Importance of Being Ernestine
- 1974 : Marty Back Together Again, saison 1, épisodes 1 à 4 : divers personnages
- 1975 : Karen (en), épisode Them : Mr. X
- 1981 : Insight, épisode The Sixth Day : The Angel Josh

### En tant que scénariste

#### Cinéma
- 1971 : The Magnificent Seven Deadly Sins, segment La Luxure
- 1977 : Mon « Beau » légionnaire
- 1980 : La Bible ne fait pas le moine
- 1982 : Monty Python à Hollywood (documentaire)

#### Télévision

##### Téléfilms
- 1969 : How to Irritate People
- 1970 : Marty Amok
- 1971 : The Laughing Stock of Television
- 1972 : The Marty Feldman Show
- 1976 : Flannery and Quilt

##### Séries télévisées
- 1958 - 1959 : Educating Archie (25 épisodes)
- 1960 : The Army Game :
- 1961 : Colonel Trumper's Private War
- 1964 : Scott On... (44 épisodes)
- 1965 - 1966 : Barney Is My Darling (6 épisodes)
- 1965 : The New London Palladium Show (saison 1, épisode 01)
- 1965 : The Walrus and the Carpenter (6 épisodes)
- 1966 : The Frost Report
- 1967 : At Last the 1948 Show (13 épisodes)
- 1968 : According to Dora (épisode  : Creature Comforts)
- 1968 : Broaden Your Mind (saison 1, épisode 01)
- 1968 : Horne A'Plenty
- 1968 : The Harry Secombe Show
- 1969 : A Christmas Night with the Stars (9 épisodes)
- 1969 : Marty (en) (8 épisodes)
- 1971 - 1972 : The Marty Feldman Comedy Machine (3 épisodes)
- 1971 : Marty Abroad (court métrage)
- 1973 : It's Lulu (saison 3, épisode 04)
- 1973 : The Two Ronnies (saison 3, épisode 02)
- 1974 : Marty Back Together Again (4 épisodes)